# Punta Biscoe
Punta Biscoe è un punto roccioso che forma il lato sud-orientale della baia Biscoe, immediatamente a nord di punta Access, sul lato sud dell'isola di Anvers, nell'arcipelago di Palmer in Antartide.

## Storia
La spedizione antartica francese guidata da Jean-Baptiste Charcot esplorò approssimativamente la costa sud-occidentale dell'isola di Anvers nel 1904. Diede il nome "Presqu'ile de Biscoe" a una piccola penisola sul lato sud-orientale della baia di Biscoe, in onore di John Biscoe che sbarcò nelle vicinanze nel 1832. Quando la costa fu studiata dal Falkland Islands Dependencies Survey (oggi British Antarctic Survey) nel 1955 furono trovati due punti rocciosi approssimativamente in quella posizione; il nome punta Biscoe è stato applicato al più importante dei due.

## Conservazione
Un'area di 63 ettari è stata designata Area Specialmente Protetta dell'Antartide (codice ASPA 139) per i suoi valori biologici. Sono presenti importanti aree significative popolate delle due specie di piante da fiore del continente,  Deschampsia antarctica e Colobanthus quitensis, con diverse specie di muschi e licheni. Sono presenti anche colonie di pinguini Adelia e Papua.